# Ahmed Hassan Mekky
Ahmed Hassan Mekky (Kafr el-Dawar, 20 aprile 1987) è un ex calciatore egiziano, di ruolo attaccante.

## Carriera

### Club
Crebbe nell'Haras El-Hodood e nel 2013 si trasferì nell'Al-Ahly Tripoli.

### Nazionale
Debuttò nel 2010 contro la Repubblica Democratica del Congo, senza segnare nessuno dei 6 gol che realizzò l'Egitto. Segnò il suo primo gol in nazionale contro il Ciad e fece la sua unica doppietta contro lo Swaziland.

## Palmarès

### Club

#### Competizioni nazionali
- Coppa d'Egitto: 2

Haras El-Hodood: 2009, 2010
Zamalek: 2015
- Supercoppa d'Egitto: 1

Haras El-Hodood: 2009